# 直接行動與當今民主
《直接行動與當今民主》（英語：Direct Action and Democracy Today）是April Carter於2005年出版的一本書。在書中，作者講論了社會及政治抗議的性質及意義，並論述了直接行動與人們要求更多民主之間的關係，不論是對於專制政權還是自由議會制國家。
作者明顯支持直接行動，但她的分析是基於邏輯及證據，而非鼓吹。她的評估表明，理論家未有足夠重視直接行動帶來的挑戰，該挑戰為對權力體系及其正當性的挑戰。